# Oleyres
 (septembre 2010).
Si vous disposez d'ouvrages ou d'articles de référence ou si vous connaissez des sites web de qualité traitant du thème abordé ici, merci de compléter l'article en donnant les références utiles à sa vérifiabilité et en les liant à la section « Notes et références ».
Oleyres est une localité de la commune d'Avenches.

## Géographie
Oleyres (550 m) est situé sur les hauts d'Avenches (3 km au sud), entre le Bois de Châtel et la Forêt du Grand Belmont, au sud de la plaine de la Broye. Le territoire s'étend entre le Chandon et le ruisseau de Coppet. La commune est bordée sur trois côtés par le canton de Fribourg. Les communes voisines d'Oleyres sont Avenches (nord), Misery-Courtion (est), Léchelles (sud) et Domdidier (ouest).
En 1997, le territoire était constitué de 5 % de zones bâties, de 25 % de zones forestières, de 69 % de zones agricoles, et d’un peu moins de 1 % de terres improductives.

## Population
Avec 230 habitants (fin 2005) Oleyres appartenait aux petites communes du canton de Vaud. La population d'Oleyres s’élevait à 317 habitants en 1860, puis 283 habitants en 1900. Après que le nombre d’habitants a diminué jusqu’à 174 en 1970, un faible accroissement de la population a été enregistré depuis lors. La langue officielle est le français, parlée par 78,9 % de la population, 15,3 % de la population parle allemand et 2,7 % anglais (2000). La population est à un peu moins de 70 % protestante et un peu plus de 15 % catholique (2000).
Avant la fusion avec Avenches, la politique communale se basait sur un exécutif de cinq membres et un conseil général.

## Histoire
Mal définie, l'origine du nom Oleyres (oleres en 1228) vient peut-être de l'ancien mot olier, signifiant potier, ou d'aulearia ou aula, c'est-à-dire terre dépendant d'une ancienne demeure seigneuriale. Il pourrait également résulter d'une altération du nom d'Eulalie, comme pour le village de Saint-Aulaire.
Au Moyen Âge, Oleyres faisait partie de la paroisse de Domdidier.  À proximité immédiate du village, mais sur le territoire de Domdidier, était érigée une chapelle dédiée à Saint Georges, qui dépendait de la cure de Donatyre. La messe semble y avoir été célébrée jusqu'à la fin du XVIe siècle. Après la conquête bernoise, Oleyres fut rattaché à la paroisse d'Avenches, devenant ainsi définitivement une de ses annexes.
Le 1er juillet 2011, Oleyres a fusionné avec la commune d'Avenches.

## Curiosités
Une borne bernoise-vaudoise se trouve près du centre du village ; sa présence à cet endroit est inexpliquée.

## Personnalités
Le baron Jean-Pierre de Chambrier, qui revêtit entre autres les charges de gouverneur de la principauté de Neuchâtel et Valangin, ambassadeur de Prusse possédaient une propriété dans le village. 